# 铬酸叔丁酯
铬酸叔丁酯是一种工业化学品，是一种有机的致癌物質。

## 应用
它被用作铬的有机来源，用于制备催化剂，以及用作聚氨酯泡沫塑料的固化剂。

## 安全
铬酸叔丁酯和还原剂、湿气、酸、醇、聯氨及其它可燃物剧烈反应，其本身也是可燃的。它被美国国家职业安全卫生研究所指定为潜在的职业性致癌物，可能导致肺癌。暴露的症状包括刺激眼睛、皮肤及呼吸道，可以灼伤眼睛与皮肤，产生昏睡、肌肉无力、皮肤溃疡；恶心、呕吐、腹瀉、呼吸困难及咳嗽等症状。